# Brian Flynn (football)
Pour les articles homonymes, voir Brian Flynn.
Brian Flynn (né le 12 octobre 1955) est un footballeur gallois au poste de milieu de terrain. Il compte 66 sélections et 7 buts en équipe du Pays de Galles entre 1975 et 1984.
Du 13 septembre 2010 au 14 décembre 2010, à la suite de la démission de John Toshack et de la nomination de Gary Speed, il assure l'intérim à la tête de l'équipe du pays de Galles.

## Carrière joueur
- 1972-1977 :  Burnley FC
- 1977-1982 :  Leeds United
- jan.1982-1982 :  Burnley FC (prêt)
- 1982-1984 :  Burnley FC
- 1984-1985 :  Cardiff City
- 1985-1986 :  Doncaster Rovers
- 1986-1987 :  Bury FC
- 1987-1988 :  Doncaster Rovers
- 1988-1993 :  Wrexham FC

## Carrière d'entraineur
- déc. 1989-sep. 2001 :  Wrexham FC
- avr. 2002-mars 2004 :  Swansea City AFC
- nov. 2004-sep.2010 : équipe du Pays de Galles B
- sep. 2010-déc. 2010 : équipe du Pays de Galles
- déc. 2010-mai 2012 : équipe du Pays de Galles espoirs
- jan. 2013-mai 2013 :  Doncaster Rovers